# Callechelys cliffi
Callechelys cliffi är en fiskart som beskrevs av Böhlke och Briggs, 1954. Callechelys cliffi ingår i släktet Callechelys och familjen Ophichthidae. IUCN kategoriserar arten globalt som otillräckligt studerad. Inga underarter finns listade.